# 崔光
崔 光（チェ・ガン 又はチェ・グァン、さいこう、최광、1918年7月17日 - 1997年2月21日）は、朝鮮民主主義人民共和国の軍人、政治家。朝鮮人民軍元帥。別名は崔明錫。
朝鮮労働党政治局員、党中央軍事委員会委員、国防委員会副委員長、人民武力部長（国防大臣）などを務めた。

## 経歴
1918年7月に咸鏡北道羅先市で生まれる。東北抗日聯軍で活動。1940年、第2路軍総指揮部警衛隊第2分隊長。1942年、第88旅団小隊長。ソ連軍事学校卒業。終戦後は延吉に派遣され、警備第2団団長に就任。1946年夏に帰国。
1948年2月に朝鮮人民軍第1師団参謀長に就任。1948年9月より最高人民会議代議員に選出。1950年6月に朝鮮人民軍第1師団長に就任するが、同年12月21日の党中央委員会全体会議において「自分の生命を惜しんで部下を棄てて逃亡した」として武亭・金一・林春秋・金漢中とともに批判を受け、解任される。ただし、武亭以外の者はまもなく復帰した。1951年、朝鮮人民軍前線司令部参謀長。1952年10月に姜健軍官学校（現：姜健総合軍官学校）校長に就任。1953年10月に朝鮮人民軍第5軍団長に就任。1954年1月に朝鮮人民軍中将、第1集団軍参謀長に就任。
1956年4月の朝鮮労働党第3回党大会において党中央委員候補に選出。1958年6月に空軍司令官に就任。1960年6月に朝鮮人民軍上将に就任。
1961年9月の第4回党大会において党中央委員に選出。1962年9月に民族保衛省副相に就任。1963年2月に朝鮮人民軍大将、総参謀長に就任。1966年10月12日の第2回党代表者会において党政治委員会委員候補に補選される。1967年12月に最高人民会議常任委員に選出。1969年3月に失脚して鉱山労働者になる。
1976年4月に黄海南道の道人民委員会委員長に就任し、復活。1980年10月の第6回党大会において党中央委員、政治局員候補に選出。1981年3月に政務院副総理（副首相）に就任。1982年4月に政務院副総理兼水産委員長に就任。1988年2月12日に副総理を解任され、軍幹部に転出。朝鮮人民軍総参謀長、党中央軍事委員会委員に就任するとともに、朝鮮人民軍大将に昇格。
1990年5月23日の第6期第党中央委員会第18回総会において党政治局委員に選出され、国防委員会副委員長に就任。1991年、党中央軍事委員会委員に就任。1992年4月20日に朝鮮人民軍次帥の称号を授与される。1995年10月8日に人民武力部長に任命されるとともに、朝鮮人民軍元帥の称号を授与された。
1997年2月21日に死去。墓所は大城山革命烈士陵にある。